# Justo Villar
Justo Wilmar Villar Viveros (født 30. juni 1977 i Cerrito, Paraguay) er en paraguayansk tidligere fodboldspiller (målmand). Han spillede 120 kampe for det paraguayanske landshold.

## Karriere
Villar spillede over en periode på hele 19 år 120 kampe for Paraguays landshold. Han debuterede for holdet i marts 1999 i et opgør mod Guatemala, og spillede sin sidste landskamp i juni 2018, da paraguayanerne tabte til Japan i en venskabskamp. Han repræsenterede sit land ved tre VM-slutrunder, VM 2002 i Sydkorea/Japan, VM 2006 i Tyskland, samt VM 2010 i Sydafrika. Bedst gik det ved VM i 2010, hvor holdet nåede kvartfinalen. Derudover deltog han ved hele syv udgaver af Copa América, heriblandt 2011-udgaven, hvor holdet nåede finalen, der dog blev tabt til Uruguay.
På klubplan spillede Villar en stor del af sin karriere i hjemlandet, hvor han repræsenterede tre af de store Asunción-klubber, Nacional, Libertad og Sol de América. Han vandt to paraguayanske mesterskab med Libertad. Han var også med til at vinde mesterskaber i både Chile og Argentina, og havde desuden et kort ophold i Spanien hos Real Valladolid.
I 2004 blev Villar kåret til Årets fodboldspiller i Paraguay.

## Titler
Primera División de Paraguay
- 2002 og 2003 med Libertad

Primera División Argentina
- 2004 (Apertura) med Newell's Old Boys

Primera División de Chile
- 2014 (Clausura) og 2015 (Apertura) med Colo-Colo